# Fatafehi Fakafanua
Fatafehi Kinikinilau Lolomanaʻia Fakafanua, 8e Lord Fakafanua, né le 20 mars 1985, est un aristocrate et homme politique tongien.

## Biographie
Il est le fils de Tutoatasi Fakafanua, 7e Lord Fakafanua, porteur de l'un des trente-titres héréditaires de la noblesse tongienne, et de la princesse ‘Ofeina, fille du prince Fatafehi Tuʻipelehake et nièce du roi Taufaʻahau Tupou IV. Il hérite du titre de Lord Fakafanua en avril 2006, à la suite de la mort de son père. Ce titre comprend des obligations seigneuriales à Maʻufanga (sur l'île de Tongatapu) et à Faleloa (aux îles Haʻapai). Il est élu représentant de la noblesse pour les îles Haʻapai aux élections législatives de 2010.
En 2012 le président de l'Assemblée législative, Lord Lasike (en), est exclu de l'Assemblée après avoir été reconnu coupable de possession illégale d'une arme à feu. Le 19 juillet, les députés élisent Lord Fakafanua à sa succession. À l'âge de 27 ans, il est le plus jeune à avoir occupé cette fonction,. Dans le cadre de ce rôle, il pilote l'intégration de l'Assemblée à l'Union inter-parlementaire. En 2014 il démissionne pour reprendre ses études ; il obtient un diplôme de deuxième cycle en Relations internationales à l'Université du Pacifique Sud aux Fidji, puis un Master en Diplomatie, droit et gestion d'entreprise à l'O. P. Jindal Global University (en) à Sonipat en Inde,.
Il retrouve un siège de représentant de la noblesse à l'Assemblée législative à l'occasion des élections législatives anticipées de 2017, et est élu une nouvelle fois à la présidence de l'Assemblée,.